# Creasey's
Creasey's Ltd.  is een warenhuis in Saint Peter Port op het Kanaaleiland Guernsey. Het bedrijf is anno 2022 nog steeds in handen van de familie Creasey.
In 1899 opende Benjamin Creasey een textielwinkel op 2 en 3 Mill Street. Het bedrijf groeide flink en in 1911 verwierf Creasey 9 High Street. Rond deze tijd trad zoon Victor toe tot het bedrijf en werd een partnerschap gevormd. In 1936 trad de derde generatie toe, Ivan Creasey. De groei en verdere verbouwingen gingen door tot 1939 toen Guernsey tijdens de Tweede Wereldoorlog werd bezet door Duitse troepen.
In 1962 opende Creasey's een speelgoedwinkel in High Street. Eind jaren 1960 en 1970 kwam de volgende generatie in het bedrijf met Jane, Peter en Dennis Creasey.
In 2006 verhuisde de speelgoedwinkel van High Street naar Le Bordage. In het pand aan 25 High Street werd de herenmodeafdeling ondergebracht. Een vijfde generatie familielid Jonathan Creasey trad medio 2010 toe tot het bedrijf.
In 2013 werd de woonwinklel Creasey's Home Store geopend op 7 en 9 Smith Street. Hier zijn de afdelingen bed- en badtextiel, stoffen en fournituren, woonaccessoires en een kookwinkel ondergebracht. De winkel aan Le Bordage, waar de kinderkleding en speelgoedafdeling zijn gehuisvest, werd in 2016 gerenoveerd en huisvest sinds december 2016 een M&S Kidswear-afdeling.
Creasey's heeft ook nog een kleine winkel met dames- en herenmode in Saint Sampsons aan The Bridge.
Creasey's exploiteert sinds april 1967 ook een aantal Marks & Spencer winkels op Guernsey als franchisenemer.